# Orquestra Filarmônica da China
A Orquestra Filarmônica da China foi fundada em Pequim, China, no dia 25 de Maio de 2000. O concerto inaugural ocorreu dia 16 de Dezembro de 2000 e foi conduzido pelo diretor artístico Long Yu. Suas primeiras temporadas incluíram a estreia mundial de Concerto para Violoncelo de Julian Lloyd Webber.